# Parazoanthus axinellae
Anémone encroûtante jaune
Espèce

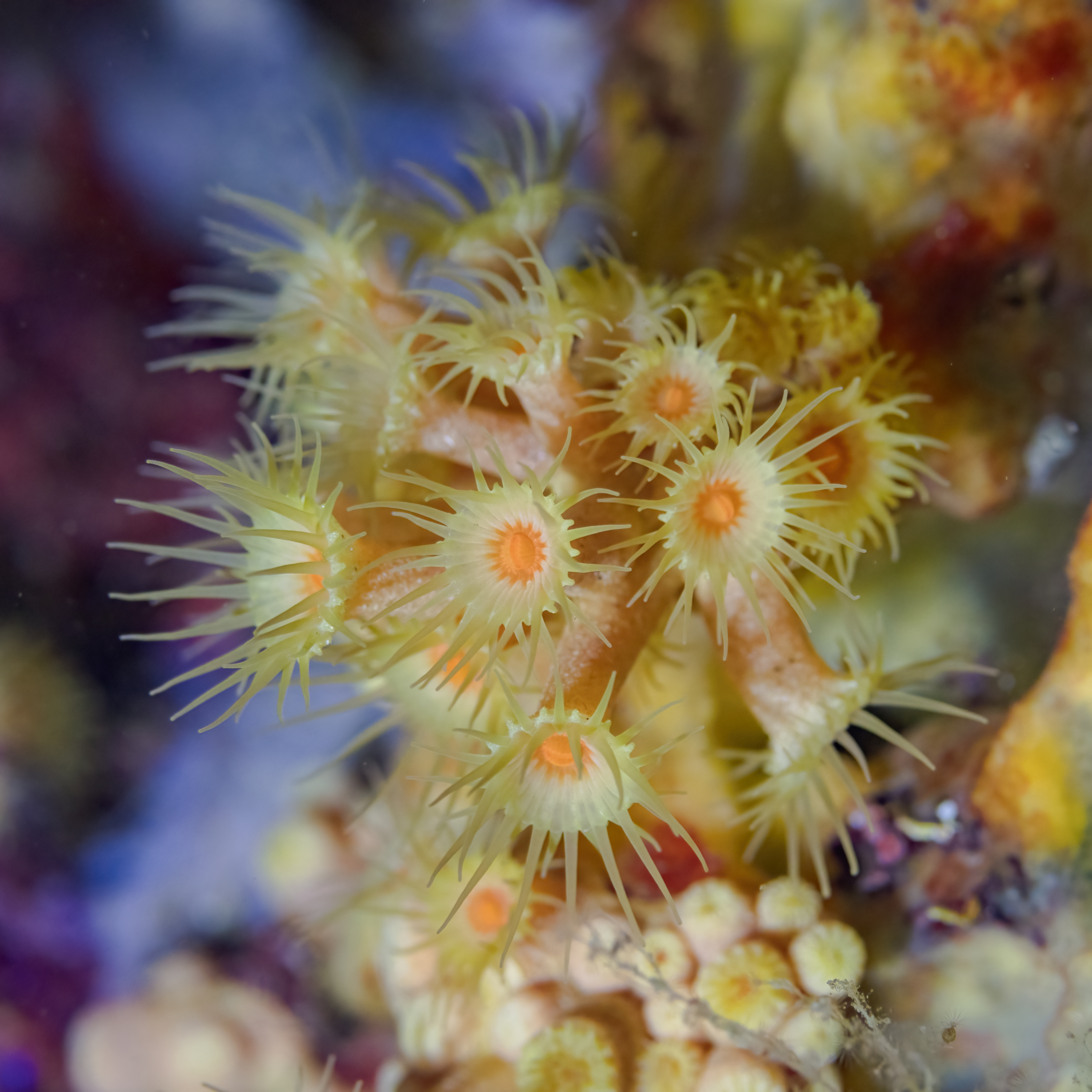
Parazoanthus axinellae dans le parc naturel de l'Arrábida, Portugal. Juillet 2022.

L’anémone encroûtante jaune, appelée aussi mimosa de mer (Parazoanthus axinellae) est une espèce de cnidaires coloniaux de la famille des Parazoanthidae. Les polypes mesurent environ un  centimètre mais la colonie peut recouvrir plusieurs décimètres carrés. Cette anémone tire son nom du fait qu'elle peut vivre en épibionte sur les spongiaires Axinella. C'est aussi le cas avec les ascidies Microcosmus.